# Elizabeth Odio Benito
Elizabeth Odio Benito (Puntarenas, 15 de septiembre de 1939) es una jueza, política y abogada costarricense, activista por la erradicación de la violencia contra la mujer. Fue la presidenta de la Corte Interamericana de Derechos Humanos (Corte IDH), puesto que asumió en el periodo 2020-2021. Fue jueza de la Corte IDH (2016-2022), así como jueza de la Corte Penal Internacional (2003-2012) y del Tribunal Penal Internacional para la ex Yugoslavia (1993-1998). En Costa Rica, ocupó los cargos de Segunda Vicepresidenta de la República  (1998-2002) y ministra de Gobierno en varias ocasiones.

## Biografía
Es hija de Emiliano Odio Madrigal y Esperanza Benito Ibáñez. Su infancia se desarrolló en la provincia de Puntarenas. Su padre era maestro, originario del lugar y su madre, hija de inmigrantes españoles. Es sobrina de Ulises Odio Santos, expresidente de la Corte Suprema de Justicia de Costa Rica.

### Estudios
Cursó la enseñanza elemental en la Escuela Delia Urbina de Guevara, en Puntarenas. Al concluir la primaria, su padre dispuso su traslado a San José en compañía de su madre y hermana para que estudiara secundaria en el Colegio Superior de Señoritas. Obtuvo la licenciatura en Derecho en la Universidad de Costa Rica en 1964 con honores, y el título de Notaría Pública en 1965, en el mismo centro universitario. Completó su formación con estudios de postgrado en Desarrollo Social y Económico en la Universidad de Buenos Aires, Argentina (1968) y en Estudios de Género en la Universidad Nacional de Costa Rica (1986-1987).

### Docencia
En la Universidad de Costa Rica impartió lecciones en la Escuela de Trabajo Social y en la Facultad de Derecho siendo la primera mujer profesora de la facultad y su Directora de Docencia entre 1982 y 1984. También ocupó el puesto de Vicerrectora de Docencia de la Universidad de Costa Rica (1988-1990) y fue Rectora interina. Por «su ejemplar labor como docente y catedrática», la Universidad de Costa Rica le confirió el rango de Profesora Emérita en 1995.

### Carrera en la Administración Pública
Desempeñó el cargo de Ministra de Justicia en dos períodos: durante la administración Carazo Odio (1978-1982) y durante la administración Calderón Fournier (1990-1994). En la primera administración también ocupó en forma simultánea el cargo de Procuradora General de la República. En la administración Rodríguez Echeverría (1998-2002) fue designada Segunda Vicepresidenta de la República, ocupando de modo paralelo el puesto de Ministra de Ambiente y Energía.

## Cargos internacionales
La jueza Odio Benito fue Relatora Especial de la Subcomisión de Derechos Humanos de Naciones Unidas para la eliminación de la discriminación en materia de religión y creencias (1980-1983).
En 1993 formó y participó en la Conferencia de Derechos Humanos de Viena y formó parte de un tribunal de conciencia, organizado por las ONG. Allí escuchó el relato de las violaciones de mujeres de los Balcanes, en su mayoría musulmanas bosnias, pero también serbias o croatas. Al reportar lo ocurrido, -explicó en una entrevista dos décadas después- ella pensó que no podría participar en un tribunal dedicado a perseguir estos delitos.

### Tribunal Penal Internacional para la ex Yugoslavia
Odio Benito fue jueza del Tribunal Penal Internacional para la ex Yugoslavia (TPIY), entre 1993 y 1998, ocupando el cargo de vicepresidenta entre 1993 y 1995. Este fue un tribuntal ad hoc creado para perseguir los crímenes graves ocurridos durante las Guerras yugoslavas (1991-2001). 
Uno de los casos resueltos durante el periodo fue el caso del campo de prisioneros de Čelebići, instalado en Bosnia y Herzegovia en 1991. En él, fuerzas bosnio-musulmanas y bosnio-croatas detuvieron a personas bosnio-serbias, mayoritariamente civiles, donde fueron sometidas a tortura, ataques sexuales y otros tratamientos crueles e inhumanos.
La sentencia es considerada un hito por haber calificado la violación y asalto sexual como una forma de tortura y crimen de guerra, en los términos de la Convención contra la Tortura, la primera resolución en este sentido de un tribunal internacional.
De acuerdo con Odio Benito, el estatuto del TPIY solo consideraba como tortura la violación masiva y no la practicada sistemáticamente contra una persona.
Posteriormente, Odio fue presidenta  del  Grupo  de trabajo  de  la  Comisión  de  Derechos  Humanos  encargado  de  la redacción del Protocolo Opcional Contra la Tortura en el periodo 2000-2002, adoptado en 2002.

### Corte Penal internacional
El 4 de febrero de 2003 fue elegida jueza Corte Penal Internacional (CPI) convirtiéndose en una de las siete mujeres y once varones que formaron parte del primer Alto Tribunal tras la aprobación del Estatuto de Roma.
Odio Benito participó de la primera sentencia de la CPI en 2012, donde se declaró culpable de crímenes de guerra al congoleño Thomas Lubanga Dyilo, jefe del movimiento Unión de Patriotas Congoleños en la República Democrática del Congo. Lubanga Dyilo fue condenado a 14 años de prisión por crímenes de guerra y reclutamiento de niños y niñas.
En relación con dicha sentencia, la jueza Odio Benito consideró en una entrevista en 2012 que"las agresiones sexuales aparecen siempre en los conflictos armados" y que "En todos los casos [siete causas que analizaba la CPI] aparece la violencia sexual. Perpetrada contra mujeres y niñas de forma masiva, desde luego. Pero también contra hombres, y por fin hablamos de ello".
La postulación a su cargo a la CPI fue impulsada por la República de Panamá en la Administración de Mireya Moscoso, pues el presidente de Costa Rica, Abel Pacheco, le había retirado el apoyo a la candidatura 2002 argumentando que sería muy costosa y que ella no había tenido buen desempeño como Ministra del Ambiente.

### Corte Interamericana de Derechos Humanos
De 2016 a 2022, fue jueza de la Corte Interamericana de Derechos Humanos (CIDH), para el período 2016-2021. A partir del 1 de enero de 2020, Odio Benito fue la presidenta de la CIDH, lo que la convirtió en la segunda mujer en ocupar este cargo en la historia de la institución.

## Premios y reconocimientos
Ha recibido numerosos reconocimientos en su país y en el ámbito internacional. Entre ellos destacan:
- Nominación a las 1000 Mujeres de la Paz para el Premio Nobel de la Paz 2005.
- 2013 el Consejo General del Poder Judicial (CGPJ) del Gobierno de España le otorgó el Premio por su labor destacada en la erradicación de la Violencia de Género.
- Distinción Académica Premio Rodrigo Facio 2014 de la Universidad de Costa Rica.[16]
- Doctorado Honoris Causa de la Universidad Nacional de Costa Rica.
- Doctorado Honoris Causa de la St. Edward University en Texas.[2]
- Doctorado Honoris Causa en 2018 de la Universidad de Buenos Aires.[17]